# Neobisium creticum
Neobisium creticum es una especie de arácnido del orden Pseudoscorpionida de la familia Neobisiidae.

## Distribución geográfica
Se encuentra en Creta (Grecia).